# ПФК
ПФК е съкращение от професионален футболен клуб.
Това съкращение се използва от повечето български футболни клубове и е част от официалното име на клуба.